# Ultra Ducks
Ultra Ducks är ett svenskt brädspel utgivet 1998 av neoGames och Outer Limit Games. Det utvecklades av Olle Johansson och Mattias Falck, med konst av Håkan Ackegård. Spelet är ett strategispel där olika ankor strider mot varandra och har uppmärksammats för sina humoristiska inslag.